# Liste der Straßen und Plätze in Oberwartha

Lage der Gemarkung Oberwartha in Dresden

Die Liste der Straßen und Plätze in Oberwartha beschreibt das Straßensystem im Dresdner Stadtteil Oberwartha mit den entsprechenden historischen Bezügen. Aufgeführt sind Straßen, die im Gebiet der Gemarkung bzw. Ortschaft Oberwartha liegen. Kulturdenkmale in der Gemarkung Oberwartha sind in der Liste der Kulturdenkmale in Oberwartha aufgeführt.
Oberwartha ist eine Ortschaft der Landeshauptstadt Dresden und Teil des statistischen Stadtteils Cossebaude/Mobschatz/Oberwartha. Wichtigste Straße in der Gemarkung ist die Kreisstraße 6240 (Unkersdorfer Land-/Gustav-Voigt-/Hässige Straße), die von der Bundesstraße 6 in Cossebaude über die Dresdner Ortschaften Oberwartha, Gompitz (Anschluss an die Bundesstraße 173) und Altfranken in die Freitaler Ortschaft Pesterwitz führt. Insgesamt gibt es in Oberwartha 17 benannte Straßen und Plätze, die in der folgenden Liste aufgeführt sind.

## Legende
Die nachfolgende Tabelle gibt eine Übersicht über die vorhandenen Straßen und Plätze im Ortsteil sowie einige dazugehörige Informationen. Im Einzelnen sind dies:
- Name/Lage: Aktuelle Bezeichnung der Straße oder des Platzes sowie unter ‚Lage‘ ein Koordinatenlink, über den die Straße oder der Platz auf verschiedenen Kartendiensten angezeigt werden kann. Die Geoposition gibt dabei ungefähr die Mitte der Straße an.
- Länge/Maße in Metern: Die in der Übersicht enthaltenen Längenangaben sind nach mathematischen Regeln auf- oder abgerundete Übersichtswerte, die in Google Earth mit dem dortigen Maßstab ermittelt wurden. Sie dienen eher Vergleichszwecken und werden, sofern amtliche Werte bekannt sind, ausgetauscht und gesondert gekennzeichnet. Bei Plätzen sind die Maße in der Form a × b dargestellt. Der Zusatz ‚im Stadtteil‘ bzw. ‚im Ortsteil‘ gibt an, wie lang die Straße innerhalb des Stadt-/Ortsteils ist, sofern sie durch mehrere Stadt-/Ortsteile verläuft.
- Namensherkunft: Ursprung oder Bezug des Namens.
- Jahr der Benennung: Zeitpunkt, zu dem die Straße ihren heute gültigen Namen erhielt (sofern bekannt).
- Anmerkungen: Weitere Informationen bezüglich anliegender Institutionen, der Geschichte der Straße, historischer Bezeichnungen, Baudenkmalen usw.
- Bild: Foto der Straße.

## Straßenverzeichnis
| Name/Lage                    | Länge/Maße | Namensherkunft                                                                                               | Jahr der Benennung | Anmerkungen | Bild              |
| ---------------------------- | ---------- | --- | ------------------ | --- | ----------------- |
| Dorotheenstraße Lage         |            | Dorothee Arndt (1892–1980), Tochter des Klostergutsbesitzers Fritz Arndt, Erbauer der Straße                 |                    | |                   |
| Friedensallee Lage           |            | Frieden |                    | |                   |
| Fritz-Arndt-Platz Lage       |            | Fritz Arndt (1856–1919), Besitzer des Klostergutes und Initiator einer modernen Dorfgestaltung in Oberwartha |                    | Der Fritz-Arndt-Platz ist der alte Dorfplatz der als Platzdorf entstandenen Ortschaft Oberwartha.                                   | Fritz-Arndt-Platz |
| Fuchslochweg Lage            |            | Fuchsloch (Flurname)                                                                                         |                    | |                   |
| Fünf-Brüder-Weg Lage         |            | Fünf Brüder, Gruppe von fünf Edelkastanien, Naturdenkmal 67                                                  |                    | |                   |
| Gustav-Voigt-Straße Lage     |            | Gustav Voigt (1852–1938), Gemeindevorstand und Ehrenbürger von Oberwartha                                    |                    | Die Gustav-Voigt-Straße ist Teil der Kreisstraße 6240.                                                                              |                   |
| Hässige Straße Lage          |            | |                    | Die Hässige Straße ist Teil der Kreisstraße 6240.                                                                                   |                   |
| Katzensprung Lage            |            | Katzensprung, Abkürzung zwischen Lotzebachtal und altem Dorfkern                                             |                    | |                   |
| Liebknechtstraße Lage        |            | Karl Liebknecht (1871–1919), deutscher Politiker und Arbeiterführer                                          |                    | |                   |
| Lochmühlenweg Lage           |            | Lochmühle |                    | Die Lochmühle ist eine ehemalige Wassermühle am Lotzebach.                                                                          |                   |
| Lotzebachstraße Lage         |            | Lotzebach, linker Nebenfluss der Elbe                                                                        |                    | Die Lotzebachstraße ist Teil der Kreisstraße 6242.                                                                                  |                   |
| Max-Schwan-Straße Lage       |            | Max Schwan (1878–1942), Schulleiter und Ortschronist in Oberwartha                                           |                    | |                   |
| Rudolf-Förster-Straße Lage   |            | Rudolf Förster (1885–1938), Bürgermeister in Oberwartha                                                      |                    | |                   |
| Schwarzer Weg Lage           |            | Schwarz |                    | |                   |
| Talstraße Lage               |            | Lotzebachtal                                                                                                 |                    | Die Talstraße ist östlich der Einmündung Hässige Straße Teil der Kreisstraße 6240 und westlich davon Teil der Kreisstraße 6242.     |                   |
| Unkersdorfer Landstraße Lage |            | Landstraße nach Unkersdorf, südlich benachbarter Ortsteil                                                    |                    | Die Unkersdorfer Landstraße ist Teil der Kreisstraße 6240. Sie hieß vor der Eingemeindung Oberwarthas zunächst Unkersdorfer Straße. |                   |
| Zur Schäferei Lage           |            | Schäferei |                    | Die Straße hieß vor der Eingemeindung Oberwarthas zunächst An der Schäferei.                                                        |                   |